# Мах, Эрнст
Эрнст Мах (нем. Ernst Mach; 18 февраля 1838 — 19 февраля 1916) — австрийский физик, механик и философ-позитивист.
Член Венской Императорской академии наук (1880).

## Биография
Эрнст Вальдфрид Йозеф Вензель Мах родился в селе Хрлице-у-Брна, принадлежавшем на тот момент Австрийской империи, в тогдашнем архиепископском замке в семье преподавателя гимназии. До 14 лет находился на домашнем обучении, затем поступил в гимназию Кромержижа. В 1855 году поступил в Венский университет, который окончил в 1860 году с докторской степенью по физике. Через год прошёл хабилитацию под руководством Андреаса фон Эттингсгаузена.
В 1867 году Эрнст Мах женился на сироте Людовике Маруссиг, которая была на семь лет младше его и от которой у него было пятеро детей.
Приват-доцент в Венском университете (с 1861), профессор физики в Граце (с 1864), профессор физики (с 1867) и ректор (с 1879) Карлова университета в Праге, профессор Немецкого университета в Праге (с 1882). Профессор философии Венского университета (1895—1901).

## Научная деятельность
Маху принадлежит ряд важных физических открытий. Первые его научные работы относятся к оптике и акустике и посвящены изучению процессов слуха и зрения (объяснение механизма действия вестибулярного аппарата, открытие оптического явления — так называемых колец, или полос, Маха). Среди работ данного периода — «О цвете двойных звёзд на основании принципа Доплера» (1861), «Объяснение музыкальной теории Гельмгольца» 1866), «О стробоскопическом определении высоты тона» (1873), «Об отражении и преломлении звука» (вместе с Фишером, 1873), «Оптико-акустические эксперименты» (1873), «Основы учения о кинестезии» (1875) и др.
С 1881 года Мах занимался вопросами газовой динамики (одним из основоположников которой он считается). Он изучал аэродинамические процессы, сопровождающие сверхзвуковое движение тел; открыл и исследовал процесс возникновения ударной волны. В этой области именем Маха назван ряд величин и понятий: число Маха, конус Маха, кольца Маха и др.
Большой известностью пользуются обзорные сочинения Маха: «История и корень принципа сохранения работы» (1872), «Механика: Историко-критический очерк её развития» (1883), «Анализ ощущений» (1886).
Естественнонаучные труды Маха богаты экскурсами в область философии; таковы, в частности, лекции «Экономическая природа физического исследования» (1882) и «О преобразовании и приспособлении в естественнонаучной мысли» (1884).

## Философские взгляды
Философские взгляды Маха получили широкую известность в конце XIX — начале XX веков благодаря содержавшейся в них попытке разрешить кризис в физике с помощью нового истолкования исходных понятий классической (ньютоновской) физики. Представлениям об абсолютном пространстве, времени, движении, силе и т. п. Мах противопоставил релятивистское понимание этих категорий, которые, по Маху, субъективны по своему происхождению (см. Махизм). В духе субъективного идеализма Мах утверждал, что мир есть «комплекс ощущений»; соответственно, задача науки — лишь описывать эти «ощущения».
По Маху, не тела производят ощущения, а комплексы ощущений, отличающиеся относительным постоянством, получают особые названия и обозначаются как тела. Последними элементами являются цвета, звуки и т. д., и мы должны исследовать их связь. Наше «я» есть не реальное единство, но единство практическое, группа элементов, связанная между собой крепче, а с другими группами того же рода — слабее. Для Маха существует не противопоставление «мира» и «я», ощущения и предмета, а только связь элементов. Науке, по его мнению, предстоит просто признать эту связь и пользоваться ею для выработки ясного понятия о существующем, отказавшись от попыток объяснить существование самих элементов.
В области философии физики Мах предложил принцип, согласно которому наличие у тела инертной массы является следствием гравитационного взаимодействия его со всем веществом Вселенной (принцип Маха).
Мах был противником атомизма: поскольку атомы в то время были недоступны наблюдению, Мах рассматривал их как своего рода гипотезу для объяснения ряда физических и химических явлений, без которой можно обойтись. Он утверждал, что поскольку молекулы являются мыслительными конструктами и их существование не может быть проверено прямым наблюдением, нет никакой необходимости представлять их в пространстве трёх (а не другого, большего числа) измерений.
В эпистемологии Махом было введено понятие о мысленном эксперименте.
Философские идеи Маха — критика понятий абсолютного пространства и абсолютного времени ньютоновской механики и новая концепция инерции послужили важным отправным пунктом при разработке Альбертом Эйнштейном общей теории относительности.
Мах оказал значительное влияние на становление и развитие философии неопозитивизма. Его философские взгляды как развитие идей классического позитивизма, выдвинутых Огюстом Контом, Гербертом Спенсером, стали второй стадией развития позитивизма, названной эмпириокритицизм (их также иногда называют махизмом по имени автора). Субъективно-идеалистические идеи Маха были подвергнуты резкой критике В. И. Лениным («Материализм и эмпириокритицизм», 1908, изд. 1909) и Г. В. Плехановым (сборник «Против философского ревизионизма», М., 1935).

## Память
- В 1929 году в честь Эрнста Маха названо число Маха — отношение скорости потока к скорости распространения звука в движущейся среде.
- Также именем Маха названы конус Маха, кольца Маха, полосы Маха и ряд других явлений, эффектов и понятий.
- В 1970 году Международный астрономический союз присвоил имя Эрнста Маха кратеру на обратной стороне Луны.
- В 1985 году в честь Эрнста Маха был назван астероид №3949.
- В 1988 году Эрнст Мах был изображён на австрийской почтовой марке.

## Сочинения

### Издания на русском языке
- Введение к учению о звуковых ощущениях Гельмгольца. — СПб., 1879.
- Учение об электричестве и магнетизме в элементарном изложении / Пер. с нем. под ред. Л. П. Геймана. — Санкт-Петербург : тип. М-ва вн. дел, 1894.
- Познание и заблуждение (нем. Erkenntnis und Irrtum, 1905); 1-й перевод на рус. яз. в 1909 году, 2-е изд. — 2003)
- Анализ ощущений (нем. Die Analyse der Empfindungen, 1886) — М., 1908; репринт 2000; М.: «Территория будущего», 2005. — ISBN 5-7333-0173-2
- Принцип сохранения работы. История и корень её. — СПб., 1909.
- Популярно-научные очерки. — СПб., 1920.
- Механика. Историко-критический очерк её развития. — Ижевск: Ижевская республиканская типография, 2000. — 456 с. — ISBN 5-89806-023-5.